# Михайловское сельское поселение (Карелия)
Миха́йловское сельское поселение — муниципальное образование в составе Олонецкого национального района Республики Карелия Российской Федерации. Административный центр — село Михайловское.

## Население
| 2009 | 2010 | 2012 | 2013 | 2014 | 2015 | 2016 |
| ---- | ---- | ---- | ---- | ---- | ---- | ---- |
| 621  | ↘426 | ↘399 | ↘393 | ↘378 | ↘368 | ↘356 |
| 2017 | 2018 | 2019 | 2020 | 2021 | 2023 |      |
| ↘339 | ↘337 | ↘323 | ↘322 | ↗334 | ↘317 |      |

## Географическое положение
- Местонахождение: восточная часть Олонецкого района
- По территории поселения протекает река Усланка
- Западная граница поселения омывается Мегрозером

## Населённые пункты
В сельское поселение входят 3 населённых пункта:
| № | Населённый пункт | Тип населённого пункта | Население |
| - | ---------------- | ---------------------- | --------- |
| 1 | Гижино           | деревня                | →1        |
| 2 | Михайловское     | село                   | ↘377      |
| 3 | Ташкеницы        | деревня                | →15       |